# Bahnrad-Weltcup 2007/08
Der UCI-Bahnrad-Weltcup 2007/2008 begann am 30. November 2007 und endete am 17. Februar 2008. Er wurde von der UCI ausgetragen und fand in den vier Städten Sydney, Peking, Los Angeles und Kopenhagen statt.

## Männer

### Keirin

#### Ergebnisse
| Datum            | Ort         | Sieger          | Zweiter            | Dritter         |
| ---------------- | ----------- | --------------- | ------------------ | --------------- |
| 1. Dezember 2007 | Sydney      | Chris Hoy       | Ross Edgar         | Theo Bos        |
| 8. Dezember 2007 | Peking      | Chris Hoy       | Arnaud Tournant    | Teun Mulder     |
| 19. Januar 2008  | Los Angeles | Arnaud Tournant | Christos Volikakis | Ryan Bayley     |
| 16. Februar 2008 | Kopenhagen  | Chris Hoy       | Ricardo Lynch      | Arnaud Tournant |

#### Stand
| Pos. | Fahrer             | Syd | Pek | LA | Kop | Punkte |
| ---- | ------------------ | --- | --- | -- | --- | ------ |
| 1.   | Chris Hoy          | 12  | 12  | –  | 12  | 36     |
| 2.   | Arnaud Tournant    | –   | 10  | 12 | 8   | 30     |
| 3.   | Roberto Chiappa    | 6   | –   | 5  | 4   | 15     |
| -.   | Ryan Bayley        | –   | 7   | 8  | –   | 15     |
| -.   | Teun Mulder        | –   | 8   | 7  | –   | 15     |
| 6.   | Stefan Nimke       | 2   | 4   | –  | 7   | 13     |
| -.   | Christos Volikakis | –   | –   | 10 | 3   | 13     |
| 8.   | Carsten Bergemann  | –   | 6   | –  | 6   | 12     |
| 9.   | Ricardo Lynch      | –   | –   | –  | 10  | 10     |
| -.   | Ross Edgar         | 10  | –   | –  | –   | 10     |

### 1000-m-Zeitfahren

#### Ergebnisse
| Datum             | Ort         | Sieger            | Zweiter          | Dritter          |
| ----------------- | ----------- | ----------------- | ---------------- | ---------------- |
| 30. November 2007 | Sydney      | Michaël D’Almeida | Hao Li Wen       | Jewgen Bolibruch |
| 7. Dezember 2007  | Peking      | François Pervis   | Jewgen Bolibruch | Hao Li Wen       |
| 18. Januar 2008   | Los Angeles | Scott Sunderland  | Jewgen Bolibruch | Hao Li Wen       |
| 15. Februar 2008  | Kopenhagen  | François Pervis   | Jewgen Bolibruch | Hao Li Wen       |

#### Stand
| Pos. | Fahrer               | Syd | Pek | LA | Kop | Punkte |
| ---- | -------------------- | --- | --- | -- | --- | ------ |
| 1.   | Jewgen Bolibruch     | 8   | 10  | 10 | 10  | 38     |
| 2.   | Hao Li Wen           | 10  | 8   | 8  | 8   | 34     |
| 3.   | François Pervis      | –   | 12  | –  | 12  | 24     |
| 4.   | Tomáš Bábek          | 4   | 5   | 6  | 5   | 20     |
| 5.   | Michael Seidenbecher | 7   | 6   | –  | –   | 13     |
| -.   | Didier Henriette     | 6   | 4   | –  | 3   | 13     |
| 7.   | Kamil Kuczyński      | 3   | –   | 7  | 2   | 12     |
| -.   | Michaël D’Almeida    | 12  | –   | –  | –   | 12     |
| -.   | Scott Sunderland     | –   | –   | 12 | –   | 12     |
| 10.  | Mohd Rizal Tisin     | 5   | –   | –  | 4   | 9      |

### Sprint

#### Ergebnisse
| Datum            | Ort         | Sieger           | Zweiter          | Dritter          |
| ---------------- | ----------- | ---------------- | ---------------- | ---------------- |
| 2. Dezember 2007 | Sydney      | Mickaël Bourgain | Kévin Sireau     | Chris Hoy        |
| 9. Dezember 2007 | Peking      | Theo Bos         | Mickaël Bourgain | Stefan Nimke     |
| 20. Januar 2008  | Los Angeles | Roberto Chiappa  | Kévin Sireau     | Teun Mulder      |
| 17. Februar 2008 | Kopenhagen  | Kévin Sireau     | Chris Hoy        | Andrij Wynokurow |

#### Stand
| Pos. | Fahrer           | Syd | Pek | LA | Kop | Punkte |
| ---- | ---------------- | --- | --- | -- | --- | ------ |
| 1.   | Kévin Sireau     | 10  | 7   | 10 | 12  | 39     |
| 2.   | Mickaël Bourgain | 12  | 10  | 6  | 7   | 35     |
| 3.   | Chris Hoy        | 8   | 6   | –  | 10  | 24     |
| 4.   | Grégory Baugé    | 7   | 2   | 7  | –   | 16     |
| 5.   | Theo Bos         | –   | 12  | –  | –   | 12     |
| -.   | Roberto Chiappa  | –   | –   | 12 | –   | 12     |
| 7.   | Stefan Nimke     | 2   | 8   | –  | –   | 10     |
| -.   | Ross Edgar       | 1   | 5   | –  | 4   | 10     |
| 9.   | Teun Mulder      | –   | –   | 8  | –   | 8      |
| -.   | Andrij Wynokurow | –   | –   | –  | 8   | 8      |

### Teamsprint

#### Ergebnisse
| Datum             | Ort         | Sieger                                                | Zweiter                                                    | Dritter                                                   |
| ----------------- | ----------- | ----------------------------------------------------- | ---------------------------------------------------------- | --------------------------------------------------------- |
| 30. November 2007 | Sydney      | Team Toshiba Ryan Bayley Daniel Ellis Shane Kelly     | www.radnet.de Robert Förstemann Matthias John Stefan Nimke | Cofidis Didier Henriette Kévin Sireau Arnaud Tournant     |
| 7. Dezember 2007  | Peking      | Niederlande Theo Bos Teun Mulder Tim Veldt            | Frankreich Grégory Baugé François Pervis Arnaud Tournant   | Großbritannien Chris Hoy Craig MacLean Jason Queally      |
| 18. Januar 2008   | Los Angeles | Cofidis Didier Henriette Kévin Sireau Arnaud Tournant | Frankreich Grégory Baugé Mickaël Bourgain François Pervis  | Australien Mark French Ben Kersten Jason Niblett          |
| 15. Februar 2008  | Kopenhagen  | Frankreich Grégory Baugé François Pervis Kévin Sireau | Niederlande Theo Bos Teun Mulder Tim Veldt                 | Cofidis Mickaël Bourgain Didier Henriette Arnaud Tournant |

#### Stand
| Pos. | Fahrer                 | Syd | Pek | LA | Kop | Punkte |
| ---- | ---------------------- | --- | --- | -- | --- | ------ |
| 1.   | Frankreich             | 4   | 10  | 10 | 12  | 36     |
| 2.   | Cofidis                | 8   | 6   | 12 | 8   | 34     |
| 3.   | Niederlande            | 6   | 12  | –  | 10  | 28     |
| 4.   | Team Toshiba           | 12  | 7   | 7  | –   | 26     |
| 5.   | Australien             | 5   | 4   | 8  | –   | 17     |
| 6.   | Vereinigtes Königreich | 7   | 8   | –  | 7   | 22     |
| 7.   | www.radnet.de          | 10  | 5   | –  | 6   | 21     |
| 8.   | Russland               | –   | –   | 6  | 4   | 10     |
| 9.   | Volksrepublik China    | 2   | 2   | 5  | –   | 9      |
| 10.  | Deutschland            | 3   | 3   | –  | –   | 6      |
| -.   | Scienceinsport.com     | –   | 1   | –  | 5   | 6      |
| -.   | Japan                  | –   | –   | 4  | 2   | 6      |

### 4000-m-Einerverfolgung

#### Ergebnisse
| Datum             | Ort         | Sieger           | Zweiter          | Dritter         |
| ----------------- | ----------- | ---------------- | ---------------- | --------------- |
| 30. November 2007 | Sydney      | Wolodymyr Djudja | Phillip Thuaux   | Alexander Serow |
| 7. Dezember 2007  | Peking      | Bradley Wiggins  | Wolodymyr Djudja | Alexander Serow |
| 18. Januar 2008   | Los Angeles | Taylor Phinney   | Jenning Huizenga | Sergi Escobar   |
| 15. Februar 2008  | Kopenhagen  | Sergi Escobar    | Alexei Markow    | Luke Roberts    |

#### Stand
| Pos. | Fahrer           | Syd | Pek | LA | Kop | Punkte |
| ---- | ---------------- | --- | --- | -- | --- | ------ |
| 1.   | Wolodymyr Djudja | 12  | 10  | –  | –   | 22     |
| -.   | Taylor Phinney   | 2   | 7   | 12 | 1   | 22     |
| 3.   | Sergi Escobar    | –   | –   | 8  | 12  | 20     |
| -.   | Jenning Huizenga | –   | 5   | 10 | 5   | 20     |
| 5.   | Phillip Thuaux   | 10  | 2   | 5  | –   | 17     |
| 6.   | Alexander Serow  | 8   | 8   | –  | –   | 16     |
| 7.   | David O’Loughlin | –   | 4   | 3  | 7   | 14     |
| -.   | Antonio Tauler   | 3   | 1   | 7  | 3   | 14     |
| 9.   | Marc Ryan        | 7   | 6   | –  | –   | 13     |
| 10.  | Bradley Wiggins  | –   | 12  | –  | –   | 12     |

### Mannschaftsverfolgung

#### Ergebnisse
| Datum            | Ort         | Sieger                                                               | Zweiter                                                                  | Dritter                                                                       |
| ---------------- | ----------- | -------------------------------------------------------------------- | ------------------------------------------------------------------------ | ----------------------------------------------------------------------------- |
| 1. Dezember 2007 | Sydney      | Großbritannien Ed Clancy Steve Cummings Chris Newton Bradley Wiggins | Neuseeland Sam Bewley Westley Gough Marc Ryan Jesse Sergent              | Team Toshiba Jack Bobridge Peter Dawson Zakkari Dempster Mark Jamieson        |
| 8. Dezember 2007 | Peking      | Großbritannien Ed Clancy Steve Cummings Geraint Thomas Paul Manning  | Neuseeland Sam Bewley Westley Gough Marc Ryan Timothy Gudsell            | Niederlande Levi Heimans Jenning Huizenga Jens Mouris Peter Schep             |
| 19. Januar 2008  | Los Angeles | Australien Jack Bobridge Bradley McGee Mark Jamieson Peter Dawson    | Dänemark Casper Jørgensen Alex Rasmussen Michael Mørkøv Jens Erik Madsen | Ukraine Ljubomyr Polatajko Witalij Schtschedow Witalij Popkow Maxym Polischuk |
| 16. Februar 2008 | Kopenhagen  | Großbritannien Ed Clancy Geraint Thomas Paul Manning Steven Burke    | Dänemark Michael Mørkøv Casper Jørgensen Jens Erik Madsen Alex Rasmussen | Australien Matthew Goss Cameron Meyer Travis Meyer Luke Roberts               |

#### Stand
| Pos. | Fahrer                 | Syd | Pek | LA | Kop | Punkte |
| ---- | ---------------------- | --- | --- | -- | --- | ------ |
| 1.   | Vereinigtes Königreich | 12  | 12  | –  | 12  | 36     |
| 2.   | Dänemark               | 4   | 7   | 10 | 10  | 31     |
| 3.   | Niederlande            | 7   | 8   | 7  | 7   | 29     |
| 4.   | Australien             | 3   | 2   | 12 | 8   | 25     |
| 5.   | Neuseeland             | 10  | 10  | 1  | –   | 21     |
| 6.   | Ukraine                | 5   | 3   | 8  | –   | 16     |
| -.   | Spanien                | 2   | 4   | 5  | 5   | 16     |
| 8.   | Team Toshiba           | 8   | 6   | –  | –   | 14     |
| -.   | Frankreich             | 1   | 1   | 6  | 6   | 14     |
| 10.  | Russland               | 6   | 5   | –  | 2   | 13     |

### Punktefahren

#### Ergebnisse
| Datum             | Ort         | Sieger         | Zweiter         | Dritter       |
| ----------------- | ----------- | -------------- | --------------- | ------------- |
| 30. November 2007 | Sydney      | Greg Henderson | Antonio Tauler  | Cameron Meyer |
| 7. Dezember 2007  | Peking      | Joan Llaneras  | Chris Newton    | Cameron Meyer |
| 18. Januar 2008   | Los Angeles | Cameron Meyer  | Rafał Ratajczyk | Chris Newton  |
| 15. Februar 2008  | Kopenhagen  | Pim Ligthart   | Rafał Ratajczyk | Chris Newton  |

#### Stand
| Pos. | Fahrer             | Syd | Pek | LA | Kop | Punkte |
| ---- | ------------------ | --- | --- | -- | --- | ------ |
| 1.   | Chris Newton       | 5   | 10  | 8  | 8   | 31     |
| 2.   | Cameron Meyer      | 8   | 8   | 12 | –   | 28     |
| 3.   | Rafał Ratajczyk    | 7   | –   | 10 | 10  | 27     |
| 4.   | Greg Henderson     | 12  | 1   | 7  | –   | 20     |
| 5.   | Pim Ligthart       | –   | –   | 6  | 12  | 18     |
| 6.   | Iwan Kowaljow      | 6   | 4   | –  | 7   | 17     |
| 7.   | Joan Llaneras      | –   | 12  | 4  | –   | 16     |
| 8.   | Antonio Tauler     | 10  | –   | –  | –   | 10     |
| 9.   | Michail Ignatjew   | 1   | 7   | –  | –   | 8      |
| -.   | Daniel Kreutzfeldt | –   | –   | 3  | 5   | 8      |

### Scratch

#### Ergebnisse
| Datum            | Ort         | Sieger           | Zweiter          | Dritter             |
| ---------------- | ----------- | ---------------- | ---------------- | ------------------- |
| 1. Dezember 2007 | Sydney      | Roger Kluge      | Zach Bell        | Milan Kadlec        |
| 8. Dezember 2007 | Peking      | Michael Friedman | Walter Pérez     | Tim Mertens         |
| 19. Januar 2008  | Los Angeles | Wong Kam Po      | Wassil Kiryjenka | Wim Stroetinga      |
| 16. Februar 2008 | Kopenhagen  | Wim Stroetinga   | Andreas Müller   | Juan Esteban Arango |

#### Stand
| Pos. | Fahrer              | Syd | Pek | LA | Kop | Punkte |
| ---- | ------------------- | --- | --- | -- | --- | ------ |
| 1.   | Roger Kluge         | 12  | 4   | 6  | 2   | 24     |
| 2.   | Wim Stroetinga      | –   | –   | 8  | 12  | 20     |
| 3.   | Walter Pérez        | 5   | 10  | –  | –   | 15     |
| 4.   | Juan Esteban Arango | –   | –   | 5  | 8   | 13     |
| 5.   | Michael Friedman    | –   | 12  | –  | –   | 12     |
| -.   | Wong Kam Po         | –   | –   | 12 | –   | 12     |
| 7.   | Zach Bell           | 10  | –   | –  | –   | 10     |
| -.   | Wassil Kiryjenka    | –   | –   | 10 | –   | 10     |
| -.   | Andreas Müller      | –   | –   | –  | 10  | 10     |
| 10.  | Ángel Darío Colla   | –   | –   | 4  | 5   | 9      |
| -.   | Tim Mertens         | –   | 8   | –  | 1   | 9      |

### Madison

#### Ergebnisse
| Datum            | Ort         | Sieger                                       | Zweiter                                            | Dritter                                    |
| ---------------- | ----------- | -------------------------------------------- | -------------------------------------------------- | ------------------------------------------ |
| 2. Dezember 2007 | Sydney      | Niederlande Peter Schep Jens Mouris          | Spanien Joan Llaneras Carlos Torrent               | Dänemark Michael Mørkøv Alex Rasmussen     |
| 9. Dezember 2007 | Peking      | Frankreich Jérôme Neuville Christophe Riblon | T-Mobile Track Team Mark Cavendish Bradley Wiggins | Ukraine Ljubomyr Polatajko Wolodymyr Rybin |
| 20. Januar 2008  | Los Angeles | Belgien Kenny De Ketele Tim Mertens          | Dänemark Michael Mørkøv Alex Rasmussen             | Deutschland Roger Kluge Olaf Pollack       |
| 17. Februar 2008 | Kopenhagen  | Dänemark Michael Mørkøv Alex Rasmussen       | Vereinigte Staaten Bobby Lea Colby Pearce          | Niederlande Peter Schep Wim Stroetinga     |

#### Stand
| Pos. | Fahrer              | Syd | Pek | LA | Kop | Punkte |
| ---- | ------------------- | --- | --- | -- | --- | ------ |
| 1.   | Dänemark            | 8   | 3   | 10 | 12  | 33     |
| 2.   | Belgien             | 5   | 4   | 12 | 6   | 27     |
| -.   | Niederlande         | 12  | –   | 7  | 8   | 27     |
| 4.   | Spanien             | 10  | 6   | 1  | –   | 17     |
| 5.   | Vereinigte Staaten  | –   | 5   | –  | 10  | 15     |
| 6.   | Team Focus          | 7   | 7   | –  | –   | 14     |
| 7.   | Frankreich          | –   | 12  | –  | –   | 12     |
| 8.   | Deutschland         | –   | –   | 8  | 3   | 11     |
| -.   | Argentinien         | 4   | –   | –  | 7   | 11     |
| 10.  | T-Mobile Track Team | –   | 10  | –  | –   | 10     |

## Frauen

### Keirin

#### Ergebnisse
| Datum            | Ort         | Sieger             | Zweiter        | Dritter            |
| ---------------- | ----------- | ------------------ | -------------- | ------------------ |
| 2. Dezember 2007 | Sydney      | Victoria Pendleton | Jennie Reed    | Natalja Zilinskaja |
| 9. Dezember 2007 | Peking      | Willy Kanis        | Christin Muche | Natalja Zilinskaja |
| 20. Januar 2008  | Los Angeles | Jennie Reed        | Willy Kanis    | Jinjie Gong        |
| 17. Februar 2008 | Kopenhagen  | Willy Kanis        | Jennie Reed    | Dana Glöß          |

#### Stand
| Pos. | Fahrer                | Syd | Pek | LA | Kop | Punkte |
| ---- | --------------------- | --- | --- | -- | --- | ------ |
| 1.   | Willy Kanis           | 4   | 12  | 10 | 12  | 38     |
| 2.   | Jennie Reed           | 10  | –   | 12 | 10  | 32     |
| 3.   | Victoria Pendleton    | 12  | 5   | –  | 6   | 23     |
| 4.   | Simona Krupeckaitė    | 7   | 6   | 4  | –   | 17     |
| 5.   | Natalja Zilinskaja    | 8   | 8   | –  | –   | 16     |
| 6.   | Christin Muche        | 2   | 10  | –  | 3   | 15     |
| 7.   | Swetlana Grankowskaja | –   | 7   | 6  | –   | 13     |
| 8.   | Dana Glöß             | –   | –   | 2  | 8   | 10     |
| -.   | Diana Maria García    | 3   | –   | –  | 7   | 10     |
| -.   | Lisandra Guerra       | –   | 3   | 7  | –   | 10     |

### 500-m-Zeitfahren

#### Ergebnisse
| Datum            | Ort         | Sieger          | Zweiter            | Dritter            |
| ---------------- | ----------- | --------------- | ------------------ | ------------------ |
| 1. Dezember 2007 | Sydney      | Anna Meares     | Lisandra Guerra    | Willy Kanis        |
| 8. Dezember 2007 | Peking      | Lisandra Guerra | Simona Krupeckaitė | Natalja Zilinskaja |
| 19. Januar 2008  | Los Angeles | Lisandra Guerra | Willy Kanis        | Simona Krupeckaitė |
| 16. Februar 2008 | Kopenhagen  | Jinjie Gong     | Sandie Clair       | Miriam Welte       |

#### Stand
| Pos. | Fahrer             | Syd | Pek | LA | Kop | Punkte |
| ---- | ------------------ | --- | --- | -- | --- | ------ |
| 1.   | Lisandra Guerra    | 10  | 12  | 12 | –   | 34     |
| 2.   | Simona Krupeckaitė | 7   | 10  | 8  | –   | 25     |
| 3.   | Jinjie Gong        | 5   | –   | 7  | 12  | 24     |
| 4.   | Willy Kanis        | 8   | –   | 10 | –   | 18     |
| 5.   | Lulu Zheng         | –   | 6   | 6  | 5   | 17     |
| -.   | Sandie Clair       | –   | 7   | –  | 10  | 17     |
| 7.   | Miriam Welte       | 2   | 4   | –  | 8   | 14     |
| 8.   | Natalja Zilinskaja | 6   | 8   | –  | –   | 14     |
| 9.   | Ljubow Schulika    | 1   | –   | 5  | 7   | 13     |
| 10.  | Anna Meares        | 12  | –   | –  | –   | 12     |
| -.   | Anna Blyth         | 4   | 2   | –  | 6   | 12     |

### Sprint

#### Ergebnisse
| Datum             | Ort         | Sieger             | Zweiter            | Dritter            |
| ----------------- | ----------- | ------------------ | ------------------ | ------------------ |
| 30. November 2007 | Sydney      | Willy Kanis        | Anna Meares        | Natalja Zilinskaja |
| 7. Dezember 2007  | Peking      | Natalja Zilinskaja | Victoria Pendleton | Clara Sanchez      |
| 18. Januar 2008   | Los Angeles | Natalja Zilinskaja | Jennie Reed        | Willy Kanis        |
| 15. Februar 2008  | Kopenhagen  | Willy Kanis        | Victoria Pendleton | Guo Shuang         |

#### Stand
| Pos. | Fahrer             | Syd | Pek | LA | Kop | Punkte |
| ---- | ------------------ | --- | --- | -- | --- | ------ |
| 1.   | Willy Kanis        | 12  | 5   | 8  | 12  | 37     |
| 2.   | Natalja Zilinskaja | 8   | 12  | 12 | –   | 32     |
| 3.   | Clara Sanchez      | 6   | 8   | 7  | 6   | 27     |
| 4.   | Jennie Reed        | 5   | 4   | 10 | 7   | 26     |
| 5.   | Victoria Pendleton | 3   | 10  | –  | 10  | 23     |
| 6.   | Guo Shuang         | 7   | 6   | –  | 8   | 21     |
| 7.   | Anna Meares        | 10  | 7   | –  | –   | 17     |
| 8.   | Simona Krupeckaitė | 4   | 2   | 3  | 5   | 14     |
| 9.   | Lisandra Guerra    | 2   | 3   | 6  | 2   | 13     |
| 10.  | Yvonne Hijgenaar   | –   | 1   | 4  | 4   | 9      |

### Teamsprint

#### Ergebnisse
| Datum            | Ort         | Sieger                                              | Zweiter                                   | Dritter                                   |
| ---------------- | ----------- | --------------------------------------------------- | ----------------------------------------- | ----------------------------------------- |
| 2. Dezember 2007 | Sydney      | Niederlande Yvonne Hijgenaar Willy Kanis            | Australien Kaarle McCulloch Kerrie Meares | Frankreich Sandie Clair Virginie Cueff    |
| 9. Dezember 2007 | Peking      | Niederlande Yvonne Hijgenaar Willy Kanis            | Frankreich Sandie Clair Clara Sanchez     | China Guo Shuang Lulu Zheng               |
| 20. Januar 2008  | Los Angeles | Niederlande Yvonne Hijgenaar Willy Kanis            | Frankreich Sandie Clair Virginie Cueff    | Australien Kaarle McCulloch Kerrie Meares |
| 17. Februar 2008 | Kopenhagen  | Scienceinsport.com Victoria Pendleton Shanaze Reade | Niederlande Yvonne Hijgenaar Willy Kanis  | Frankreich Sandie Clair Clara Sanchez     |

#### Stand
| Pos. | Fahrer              | Syd | Pek | LA | Kop | Punkte |
| ---- | ------------------- | --- | --- | -- | --- | ------ |
| 1.   | Niederlande         | 12  | 12  | 12 | 10  | 46     |
| 2.   | Frankreich          | 8   | 10  | 10 | 8   | 36     |
| 3.   | Deutschland         | 7   | 4   | 7  | 5   | 23     |
| -.   | Italien             | 6   | 7   | 6  | 4   | 23     |
| 5.   | Australien          | 10  | –   | 8  | –   | 18     |
| 6.   | Russland            | 4   | 6   | 5  | –   | 15     |
| 7.   | Volksrepublik China | –   | 8   | –  | 6   | 14     |
| 8.   | Scienceinsport.com  | –   | –   | –  | 12  | 12     |
| 9.   | www.rad-net.de      | –   | –   | –  | 7   | 7      |
| 10.  | Giant Pro Cycling   | 5   | –   | –  | –   | 5      |

### Einerverfolgung

#### Ergebnisse
| Datum             | Ort         | Sieger            | Zweiter           | Dritter      |
| ----------------- | ----------- | ----------------- | ----------------- | ------------ |
| 30. November 2007 | Sydney      | Katie Mactier     | Vilija Sereikaitė | Karin Thürig |
| 7. Dezember 2007  | Peking      | Katie Mactier     | Rebecca Romero    | Sarah Hammer |
| 18. Januar 2008   | Los Angeles | Lessja Kalytowska | María Luisa Calle | Sarah Hammer |
| 15. Februar 2008  | Kopenhagen  | Rebecca Romero    | Vilija Sereikaitė | Sarah Hammer |

#### Stand
| Pos. | Fahrer            | Syd | Pek | LA | Kop | Punkte |
| ---- | ----------------- | --- | --- | -- | --- | ------ |
| 1.   | Vilija Sereikaitė | 10  | 6   | 5  | 10  | 31     |
| 2.   | Sarah Hammer      | 6   | 8   | 8  | 8   | 30     |
| 3.   | Rebecca Romero    | 3   | 10  | –  | 12  | 25     |
| 4.   | Katie Mactier     | 12  | 12  | –  | –   | 24     |
| 5.   | Karin Thürig      | 8   | 7   | 1  | 2   | 18     |
| 6.   | Lessja Kalytowska | 2   | 3   | 12 | –   | 17     |
| 7.   | Verena Jooß       | 4   | 5   | –  | 6   | 15     |
| -.   | Wendy Houvenaghel | 7   | 4   | –  | 4   | 15     |
| 9.   | Alison Shanks     | 5   | 2   | –  | 5   | 12     |
| 10.  | María Luisa Calle | 1   | –   | 10 | –   | 11     |
| -.   | Ellen van Dijk    | –   | –   | 4  | 7   | 11     |

### Mannschaftsverfolgung

#### Ergebnisse
| Datum            | Ort         | Sieger                                                               | Zweiter                                                              | Dritter                                                           |
| ---------------- | ----------- | -------------------------------------------------------------------- | -------------------------------------------------------------------- | ----------------------------------------------------------------- |
| 2. Dezember 2007 | Sydney      | Russland Jewgenija Romanjuta Olga Sljussarewa Anastassija Tschulkowa | Australien Belinda Goss Katie Mactier Josephine Tomic                | Ukraine Switlana Haljuk Lessja Kalytowska Ljubow Schulika         |
| 9. Dezember 2007 | Peking      | Ukraine Switlana Haljuk Lessja Kalytowska Ljubow Schulika            | Russland Jewgenija Romanjuta Olga Sljussarewa Anastassija Tschulkowa | Kuba Yudelmis Dominguez Yoanka González Pérez Yumari González     |
| 20. Januar 2008  | Los Angeles | Ukraine Jelysaweta Botschkarjowa Switlana Haljuk Lessja Kalytowska   | Russland Anastassija Tschulkowa Olga Sljussarewa Jelena Tschalych    | Vereinigte Staaten Kristin Armstrong Lauren Franges Christen King |
| 17. Februar 2008 | Kopenhagen  | Deutschland Elke Gebhardt Verena Jooß Alexandra Sontheimer           | Niederlande Yvonne Hijgenaar Ellen van Dijk Marlijn Binnendijk       | Ukraine Switlana Haljuk Ljubow Schulika Ljudmyla Wypyrajlo        |

#### Stand
| Pos. | Fahrer             | Syd | Pek | LA | Kop | Punkte |
| ---- | ------------------ | --- | --- | -- | --- | ------ |
| 1.   | Ukraine            | 8   | 12  | 12 | 8   | 40     |
| 2.   | Russland           | 12  | 10  | 10 | 5   | 37     |
| 3.   | Deutschland        | –   | –   | 7  | 12  | 19     |
| 4.   | Kuba               | 6   | 8   | 3  | –   | 17     |
| 5.   | Italien            | 5   | 7   | 4  | –   | 16     |
| 6.   | Neuseeland         | 7   | 6   | –  | –   | 13     |
| 7.   | Südkorea           | –   | –   | 5  | 6   | 11     |
| 8.   | Australien         | 10  | –   | –  | –   | 10     |
| -.   | Niederlande        | –   | –   | –  | 10  | 10     |
| 10.  | Vereinigte Staaten | –   | –   | 8  | –   | 8      |

### Punktefahren

#### Ergebnisse
| Datum            | Ort         | Sieger            | Zweiter               | Dritter            |
| ---------------- | ----------- | ----------------- | --------------------- | ------------------ |
| 1. Dezember 2007 | Sydney      | Giorgia Bronzini  | Li Yan                | Jarmila Machačová  |
| 8. Dezember 2007 | Peking      | Marianne Vos      | Yoanka González Pérez | Katherine Bates    |
| 19. Januar 2008  | Los Angeles | Jarmila Machačová | Hye Lee Min           | Li Yan             |
| 16. Februar 2008 | Kopenhagen  | Jamie Wong        | Trine Schmidt         | Theresa Cliff-Ryan |

#### Stand
| Pos. | Fahrer                | Syd | Pek | LA | Kop | Punkte |
| ---- | --------------------- | --- | --- | -- | --- | ------ |
| 1.   | Li Yan                | 10  | –   | 10 | 3   | 23     |
| 2.   | Jarmila Machačová     | 8   | –   | 12 | –   | 20     |
| 3.   | Rebecca Quinn         | 7   | 6   | 4  | 1   | 18     |
| 4.   | Marianne Vos          | –   | 12  | 5  | –   | 17     |
| 5.   | Katherine Bates       | –   | 8   | 7  | –   | 15     |
| 6.   | Wan Yiu Wong          | –   | –   | –  | 12  | 12     |
| -.   | Yoanka González Pérez | –   | 10  | –  | 2   | 12     |
| -.   | Giorgia Bronzini      | 12  | –   | –  | –   | 12     |
| -.   | Cathy Moncassin       | 2   | 5   | –  | 5   | 12     |
| 10.  | Hye Lee Min           | –   | –   | 10 | –   | 10     |
| -.   | Trine Schmidt         | –   | –   | –  | 10  | 10     |
| -.   | Belinda Goss          | –   | 7   | 3  | –   | 10     |

### Scratch

#### Ergebnisse
| Datum             | Ort         | Sieger           | Zweiter             | Dritter                |
| ----------------- | ----------- | ---------------- | ------------------- | ---------------------- |
| 30. November 2007 | Sydney      | Yumari González  | Annalisa Cucinotta  | Anastassija Tschulkowa |
| 7. Dezember 2007  | Peking      | Marianne Vos     | Belinda Goss        | Yumari González        |
| 18. Januar 2008   | Los Angeles | Charlotte Becker | Jewgenija Romanjuta | Jelena Tschalych       |
| 15. Februar 2008  | Kopenhagen  | Marianne Vos     | Jarmila Machačová   | Anastassija Tschulkowa |

#### Stand
| Pos. | Fahrer                 | Syd | Pek | LA | Kop | Punkte |
| ---- | ---------------------- | --- | --- | -- | --- | ------ |
| 1.   | Yumari González        | 12  | 8   | 5  | –   | 25     |
| 2.   | Marianne Vos           | –   | 12  | –  | 12  | 24     |
| 3.   | Rebecca Quinn          | 5   | 6   | 3  | 5   | 19     |
| 4.   | Jewgenija Romanjuta    | 7   | –   | 10 | –   | 17     |
| 5.   | Belinda Goss           | 6   | 10  | –  | –   | 16     |
| -.   | Anastassija Tschulkowa | 8   | –   | –  | 8   | 16     |
| 7.   | Charlotte Becker       | –   | 2   | 12 | –   | 14     |
| 8.   | Annalisa Cucinotta     | 10  | 3   | –  | –   | 13     |
| 9.   | Pascale Jeuland        | 4   | 1   | 2  | 4   | 11     |
| 10.  | Jarmila Machačová      | –   | –   | –  | 10  | 10     |